# Tufanbeyli (district)
Tufanbeyli is een Turks district in de provincie Adana en telt 16.640 inwoners (2017). Het district heeft een oppervlakte van 987,2 km². Hoofdplaats is Tufanbeyli.
De bevolkingsontwikkeling van het district is weergegeven in onderstaande tabel.
| 1997   | 2000   | 2007   | 2017   |
| ------ | ------ | ------ | ------ |
| 21.201 | 22.672 | 18.279 | 16.640 |